# Пещера Рождества
Пеще́ра Рождества́ (Верте́п Рождества, Грот Рождества, Святой Вертеп, лат. Crypta nativitatis, араб. مغارة المهد‎ — «Пещера Яслей», ивр. מערת המולד‎) — пещера, в которой, согласно христианскому преданию, родился Иисус Христос от Девы Марии; величайшая христианская святыня.
О рождении Иисуса Христа в пещере около Вифлеема впервые упомянуто в письменных источниках второй половины II века. Пещера, расположенная под амвоном базилики Рождества Христова в Вифлееме, почитается как место рождения Иисуса Христа как минимум с первой половины IV века, когда над ней был построен храм во времена императрицы Елены.
В пещере находятся алтарь Рождества, которым владеют православные и армяне, и алтарь Яслей, принадлежащий католикам.

## Место Рождества
Предполагаемое место рождения Христа отмечено серебряной звездой, которая вделана в мраморную плиту на полу. Звезда имеет 14 лучей и символизирует Вифлеемскую звезду, внутри по кругу надпись на латыни: «Hic de Virgine Maria Jesus Christus Natus est. 1717» («Здесь родился Иисус Христос от Девы Марии. 1717»). Над этой звездой в полукруглой нише висят 15 лампад, из которых шесть принадлежат православным, пять армянам и четыре католикам. За этими лампадами полукругом на стене ниши размещены небольшие православные иконы. Ещё две небольшие стеклянные лампады просто стоят на полу сразу за звездой у стены.
Непосредственно над звездой находится православный мраморный престол. Этим престолом владеют православные и армяне, однако сирийские яковиты и копты также имеют право совершать на нём богослужения. Спереди престол опирается на две маленькие мраморные колонны, а в нише над ним сохранились небольшие фрагменты византийской мозаики. Когда нет службы, престол закрыт специальной съёмной решёткой. За престолом на стене укреплены шесть небольших православных икон.
Первоначально серебряная звезда с надписью на латинском языке была установлена католиками в 1717 году. В 1847 году она была похищена, предположительно, греками из-за надписи на латыни. Однако по мнению русского востоковеда Константина Базили, звезда была украдена католиками с целью завладеть алтарями греков и армян в пещере Рождества и постепенно узурпировать права на звезду. Таким образом, эта кража стала новым поводом для взаимных обид православных греков и католиков. Для католиков это событие послужило поводом поднять вопрос об их привилегиях и правах в отношении Святых мест. Вскоре конфликт приобрёл международный масштаб, так как католиков поддержала Франция, а греческое православие — Россия. Французское правительство, несмотря на сопротивление со стороны России, оказало воздействие на султана Оттоманской империи Абдул-Меджида I, и он разрешил католикам заменить звезду. Звезда с первоначальной латинской надписью и датой 1717 была установлена в 1852 году по приказанию султана и на его средства. После этого Россия вторглась в Дунайские княжества. В ответ Турция объявила войну России, что явилось началом Крымской войны.

## Придел Яслей
В южной части пещеры слева от входа расположен придел Яслей. Это единственная часть пещеры, которая находится в ведении католиков. Придел напоминает маленькую часовню размером примерно 2×2 м или чуть больше, уровень пола в нём на две ступени ниже, чем в основной части вертепа. В этом приделе справа от входа расположено место Яслей, где, по преданию, был положен Христос после рождения. Собственно Ясли — это кормушка для домашних животных, бывшая в гроте, их Пресвятая Богородица по необходимости использовала как колыбель. Ясли в виде деревянных планок были вывезены как великая святыня в Рим в церковь Санта-Мария-Маджоре, там она известна под названиями «Sacra Culla» (лат. Sanctа Сunabula — Святая колыбель). Это было сделано в середине VII века при папе Теодоре I, через несколько лет после захвата Святой земли мусульманами, возможно, для того, чтобы не допустить поругания святыни. В настоящее время на месте, где по преданию, находились ясли, имеется обложенное мрамором углубление в полу, устроенное в виде колыбели, над которым горят пять неугасимых лампад. За этими лампадами у стены поставлен небольшой образ поклонения вифлеемских пастухов Младенцу.
Слева от входа в придел Яслей устроен католический престол Поклонения волхвов. Расположенный здесь запрестольный образ изображает поклонение волхвов Христу.

## Описание пещеры
Размеры пещеры 12,3×3,5 м и 3 м в высоту, то есть она довольно узкая и длинная, ориентирована по линии запад-восток. Место Рождества находится у её восточной оконечности. В пещеру ведут две лестницы времён Юстиниана Великого, северная и южная, каждая состоит из 15 ступеней. Они расположены в восточной части пещеры симметрично по обеим сторонам от неё. Северная лестница используется католикам и армянами, южная — православным, однако в частном порядке любой человек может использовать эти лестницы. Обычно паломники спускаются по южной лестнице, а поднимаются по северной. Современный вид пещеры Рождества сложился в основном в XII веке, когда бронзовые двери V—VI веков были заключены в мраморные порталы, а люнеты над дверями украшены резьбой по камню. Пол и нижняя часть стен отделаны светлым мрамором, остальное задрапировано тканью или закрыто шпалерами XIX века. По стенам развешаны иконы, шесть православных и шесть армянских. Потолок сильно закопчён, на нём подвешены 32 лампады, а всего их в пещере 53, и это число неизменно с давних пор. Пещера не имеет естественного освещения, в настоящее время освещается электричеством и отчасти лампадами и свечами.
В западной стене пещеры есть дверь, которая ведёт в северную часть системы гротов, расположенных под базиликой, в том числе в грот, в котором жил святой Иероним Стридонский. Как правило, эта дверь заперта.
Впервые Вертеп Рождества на русском языке описал в начале XII века игумен Даниил в сочинении «Житие и хождение игумена Даниила из русской земли»:

И там, к востоку, есть место, напротив которого справа — Ясли Христовы. С западной стороны под каменной скалой находятся Ясли Христовы святые, в которые положен был Христос Бог, в рубища повит. Нашего ради спасения все претерпел. Близко друг от друга находятся места те — Рождество и Ясли: примерно три сажени расстояние между ними; в одной пещере оба места эти. Украшена же пещера та мозаикой и вымощена красиво. Под церковью же все выдолблено, и мощи святых тут лежат.

## Первые упоминания пещеры
Канонические тексты не говорят о пещере прямо. О том, что Иисус Христос родился в Вифлееме, сообщают евангелисты Лука (Лк. 2:4-7) и Матфей (Мф. 2:1-11), однако ни один из них не упоминает пещеру, только Лука косвенно указывает на неё, сообщая, что Богородица «положила Его в ясли, потому что не было им места в гостинице» (Лк. 2:7).
Древнейшее, вероятно, дошедшее до нас прямое письменное свидетельство о пещере как месте Рождества принадлежит святому Иустину Философу. В сочинении «Диалог с Трифоном иудеем», написанном в 150—155 годах, он утверждает, что Святое Семейство нашло укрытие в пещере около Вифлеема. Пещера как место Рождества около Вифлеема многократно упоминается в апокрифическом Протоевангелии Иакова (главы 18—21), написанном в 160—200 годах. Ориген посетил Вифлеем почти за столетие до постройки базилики Рождества, примерно в 238 году. Позднее, в сочинении «Против Цельса», написанном около 247 года, он упоминает Вифлеемскую пещеру, которую местные жители считали местом Рождества Христова.
Наиболее часто нынешнюю пещеру Рождества отождествляют с местом рождения Иисуса Христа на основе фразы из письма блаженного Иеронима Стридонского к Павлу, написанного им около 395 года, в котором он указывал, что на месте рождения Иисуса Христа в пещере в Вифлееме император Адриан устроил святилище Адониса. Иероним долгое время жил в пещерах Вифлеема, где работал над новым латинским переводом Библии.

## Происхождение пещеры
Что это была за пещера и кому принадлежала, неизвестно. Скорее всего, она была естественного происхождения, а позднее её приспособили для хозяйственных нужд, в том числе для содержания домашних животных. В Вифлееме многие старые здания возведены над пещерами в известняковых скалах. Нередко дома, стоящие на склоне, имеют своим первым этажом пещеру, вход в которую на уровне улицы. Этот этаж использовался как хлев, а семья жила на втором этаже. Многие такие помещения имеют каменные кормушки или ясли, вырезанные в скале, а также железные кольца, чтобы можно было привязать животных на ночь. Эти пещеры, совершенно такие же как грот Рождества, использовались для содержания животных вплоть до середины XX века. Возможно, в одной из таких пещер и родился Христос.

## Галерея
- Северный вход в Пещеру Рождества, внизу идет служба
- Православный престол над местом Рождества в пещере
- Западная часть пещеры. Видна дверь, ведущая в другие пещеры, расположенные под церковью
- Люнет южного входа в Пещеру Рождества, XII век, наследие крестоносцев
- Подготовка священника к Евхаристии в Пещере Рождества

Придел Яслей
- Придел Яслей
- Младенец Христос на троне в Яслях Христовых. Католический придел Яслей в рождественские дни
- Католический престол Поклонения волхвов в приделе Яслей
- Икона прямо над Яслями
- Крипта Рождества и Ясли Господни